# Noussair Mazraoui
Noussair Mazraoui (* 14. listopadu 1997 Leiderdorp) je marocký profesionální fotbalista, který hraje na pozici pravého obránce za anglický klub Manchester United . Mezi lety 2018 a 2020 odehrál také 12 utkání v dresu marocké reprezentace, ve kterých vstřelil 2 branky.

## Klubová kariéra

### Ajax
Mazraoui vyrůstal ve městě Alphen aan den Rijn a ve věku 4 let začal hrát fotbal v místním klubu AVV Alphen. O tři roky později se přesunul do akademie Alphense Boys. V roce 2006 posílil akademii Ajaxu.
V dresu Ajaxu debutoval 4. února 2018, když nastoupil na poslední minutu utkání Eredivisie proti NAC Breda. V dubnu 2018 podepsal s klubem tříletou smlouvu. 25. července 2018 odehrál Mazraoui své první utkání v evropských pohárech, když se objevil v základní sestavě utkání druhého předkola Ligy mistrů proti rakouskému SK Sturm Graz. Ve 22. minutě utkání základní skupiny Ligy mistrů proti Bayernu Mnichov, dne 2. října, vstřelil Mazraoui svůj první gól v dresu Ajaxu, když dával na konečných 1:1. Svůj první gól v nizozemské nejvyšší soutěži vstřelil 16. prosince, a to při vysoké výhře 8:0 nad De Graafschap. 1. dubna 2019 prodloužil svoji smlouvu do roku 2022.
Dne 25. října 2020 se Mazraoui střelecky prosadil při výhře 3:1 nad dánským Midtjyllandem v zápase Ligy mistrů UEFA.
V lednu 2022 se nechal slyšet, že pravděpodobně v létě klub opustí. "V Ajaxu jsem strávil šestnáct let a nyní je podle mého názoru ideální doba na změnu," dodal. Po vypršení svého kontraktu v červnu 2022 se stane posilou německého klubu FC Bayern Mnichov, kde je domluven na čtyřletém kontraktu.

### Bayern Mnichov
Dne 24. května 2022 byl oficiálně představen jako hráč Bayernu Mnichov.

## Reprezentační kariéra
Mazraoui je bývalým marockým mládežnickým reprezentantem. Do seniorské reprezentace byl poprvé povolán v květnu 2018. V reprezentačním dresu debutoval 8. září 2018, když odehrál závěrečných 17 minut utkání proti Malawi. Svůj první reprezentační gól vstřelil 19. listopadu 2020, když brankou pomohl k výhře 3:0 nad Burundi.
Dne 20. listopadu 2021 Mazraoui uvedl, že vztahy mezi ním a trenérem marocké reprezentace Vahidem Halilhodžićem nejsou na dobré úrovni. 13. března 2022 odmítl Mazraoui, společně se svým reprezentačním spoluhráčem Hakimem Zijachem, pozvánku na reprezentační utkání proti Demokratické republice Kongo.

## Statistiky

### Klubové
K 11. květnu 2022
| Klub   | Sezóna  | Liga       | Liga   | Liga | Pohár  | Pohár | Evropské poháry | Evropské poháry | Ostatní | Ostatní | Celkem | Celkem |
| Klub   | Sezóna  | Liga       | Zápasy | Góly | Zápasy | Góly  | Zápasy          | Góly            | Zápasy  | Góly    | Zápasy | Góly   |
| ------ | ------- | ---------- | ------ | ---- | ------ | ----- | --------------- | --------------- | ------- | ------- | ------ | ------ |
| Ajax   | 2017/18 | Eredivisie | 8      | 0    | 0      | 0     | 0               | 0               | —       | —       | 8      | 0      |
| Ajax   | 2018/19 | Eredivisie | 28     | 1    | 3      | 1     | 17              | 2               | —       | —       | 48     | 4      |
| Ajax   | 2019/20 | Eredivisie | 13     | 0    | 1      | 0     | 6               | 0               | 0       | 0       | 20     | 0      |
| Ajax   | 2020/21 | Eredivisie | 19     | 0    | 1      | 0     | 6               | 1               | —       | —       | 26     | 1      |
| Ajax   | 2021/22 | Eredivisie | 25     | 5    | 1      | 0     | 8               | 0               | 1       | 0       | 35     | 5      |
| Celkem | Celkem  | Celkem     | 93     | 6    | 6      | 1     | 37              | 3               | 1       | 0       | 137    | 10     |

### Reprezentační
| Maroko | Maroko | Maroko |
| Rok    | Zápasy | Góly   |
| ------ | ------ | ------ |
| 2018   | 3      | 0      |
| 2019   | 7      | 1      |
| 2020   | 2      | 1      |
| Celkem | 12     | 2      |

### Reprezentační góly
Skóre a výsledky Maroka jsou vždy zapisovány jako první.
| Gól | Datum              | Místo                                         | Soupeř   | Skóre | Výsledek | Soutěž                                   |
| --- | ------------------ | --------------------------------------------- | -------- | ----- | -------- | ---------------------------------------- |
| 1.  | 19. listopadu 2019 | Intwari Stadium, Bujumbura, Burundi           | Burundi  | 1:0   | 3:0      | Kvalifikace na Africký pohár národů 2021 |
| 2.  | 13. října 2020     | Prince Moulay Abdellah Stadium, Rabat, Maroko | DR Kongo | 1:0   | 1:1      | Přátelský zápas                          |

## Ocenění

### Klubová

#### Ajax
- Eredivisie: 2018/19, 2020/21, 2021/22[21]
- KNVB Cup: 2018/19, 2020/21[21]
- Johan Cruyff Shield: 2019[21]

### Individuální
- Talent měsíce Eredivisie: listopad 2018[22]
- Talent roku Eredivisie: 2018[23]
- Talent roku AFC Ajax: 2019[24]
- Gól měsíce AFC Ajax: leden 2022[25]